# Helmsgrün (Bad Lobenstein)
Helmsgrün is een  dorp in de Duitse gemeente Bad Lobenstein in het Saale-Orla-Kreis in Thüringen. Het dorp wordt voor het eerst genoemd in 1500. 